# ظرفیت ناخالص

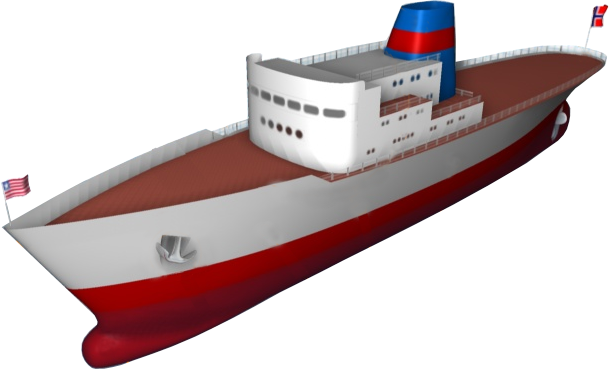
گنجایش ناخالص با اندازه‌گیری حجم کشتی (از ستون کشتی و دودکش، تا ساختار خارج از بدنه) با استفاده از یک فرمول ریاضی محاسبه می‌گردد.

گنجایش ناخالص (به انگلیسی: Gross tonnage) که به اختصار (GT) شناخته میشود معیاری برای اندازه‌ی کشتی است که واحد ندارد، و بیانگر کل فضای درون کشتی است که موتورخانه، مخزن‌ها و کابین ملوانان را هم دربر می‌گیرد. گنجایش ناخالص، همراه با گنجایش خالص توسط کنوانسیون بین‌المللی اندازه‌گیری بارگیری کشتی‌ها که توسط سازمان بین‌المللی دریانوردی در سال ۱۹۶۹ تصویب شد، در تاریخ ۱۸ ژوئیه ۱۹۸۲ به اجرا در آمد. این دو معیار با گنجایش ثابت ناخالص و گنجایش ثابت خالص جایگزین شدند. تناژ ناخالص بر اساس حجم قالب شده از تمام فضای محصور کشتی محاسبه می‌شود و برای تعیین مواردی نظیر مقررات انبار کشتی، قوانین ایمنی، هزینه ثبت نام و هزینه‌های بندر استفاده می‌شود.